# Dmitri Zhítnikov
Dmitri Valérievich Zhítnikov (del ruso: Дмитрий Валерьевич Житников), más conocido como Dmitri Zhítnikov (Zvolen, 20 de noviembre de 1989) es un jugador de balonmano ruso que juega de central en el Orlen Wisła Płock. Es internacional con la selección de balonmano de Rusia.

## Palmarés

### Chejovski Medvedi
- Liga de Rusia de balonmano (5): 2011, 2012, 2013, 2014, 2015
- Copa de Rusia de balonmano (4): 2011, 2012, 2013, 2015

### Pick Szeged
- Liga húngara de balonmano (2): 2018, 2021
- Copa de Hungría de balonmano (1): 2019

### Wisla Plock
- Copa de Polonia de balonmano (3): 2022, 2023, 2024
- Liga de Polonia de balonmano (1): 2024

## Clubes
- Chejovskie Medvedi (2010-2015)
- Orlen Wisła Płock (2015-2017)
- SC Pick Szeged (2017-2021)[3]
- Orlen Wisła Płock (2021- )